# فراموشی
فراموشی (به انگلیسی: Forgetting) یا از یاد بردن یا به یاد نیاوردن حالتی است که داده‌ها یا اطلاعات ذخیره شده در حافظه بلند مدت فرد از بین می‌روند یا تغییر می‌یابند. فراموشی فرایندی ناگهانی یا تدریجی است که در آن خاطرات گذشته نمی‌توانند از ذخیره حافظه فرا خوانده شوند. فراموشی می‌تواند کوتاه مدت یا همیشگی باشد. فراموشی علل مختلفی دارد. افزایش سن و داروها از مهمترین آنها هستند.
ریشه‌ام از هوشیاری خورده آب          من کجا، خاک فراموشی کجا
اشاره بر افت سطح هوشیاری و فراموشی و ارزش بالاتر سطوح آگاهی